# Čelovek-zver'
Čelovek-zver' (Человек-зверь) è un film del 1917 diretto da Česlav Sabinskij.